# Суперкубок Індонезії з футболу
Суперкубок Індонезії з футболу — одноматчевий футбольний клубний турнір в Індонезії, який відкриває новий сезон. У суперкубку зустрічається чемпіон країни та переможець національного кубку минулого сезону.

## Фінали
| Сезон   | Переможець         | Фіналіст            | Рахунок |
| ------- | ------------------ | ------------------- | ------- |
| 2009    | Персіпура Джаяпура | Шривіджая           | 3–1     |
| 2010    | Шривіджая          | Арема Маланг        | 3–1     |
| 2011-12 | не проводився      | не проводився       |         |
| 2013    | Семен Паданг       | Персібо Боджонегоро | 4–1     |

## Титули за клубами
| Команда             | Перемоги | Фінали | Роки перемог |
| ------------------- | -------- | ------ | ------------ |
| Шривіджая           | 1        | 1      | 2010         |
| Персіпура Джаяпура  | 1        | -      | 2009         |
| Семен Паданг        | 1        | -      | 2013         |
| Арема Маланг        | -        | 1      | -            |
| Персібо Боджонегоро | -        | 1      | -            |